# トルケスタニカ
「トルケスタニカ」は、Hi-Fi CAMPの3枚目のシングル。2009年2月25日発売。

## 概要
- 「トルケスタニカ」とはチューリップの原種の名前で、花言葉は「失恋」である。ジャケットもトルケスタニカが登場している。
- PVはCGアニメーションで作られている。

## 収録曲
1. トルケスタニカ
  - 作詞：SOYA / 作曲：Hi-Fi CAMP / 編曲：AIBA
2. トモダチノウタ
  - 作詞：KIM・SOYA / 作曲：Hi-Fi CAMP / 編曲：AIBA